# サミュエル・アレクサンダー
サミュエル・アレクサンダー（Samuel Alexander、1859年1月6日 - 1938年9月13日）は、イギリス帝国オーストラリアシドニー出身の実在論的哲学者、マンチェスター大学の教授を務めた。進化論を基に、時間論や空間論を手がけたとして名高く、1930年6月3日にメリット勲章を受章した。
1859年1月6日、イギリス帝国オーストラリアシドニーのジョージストリートにてユダヤ人の両親の元に三男として生まれる。その後、イギリスのオックスフォード大学やケンブリッジ大学で学ぶ。
1920年にアレクサンダーの主著である全2巻からなる『空間・時間・神性（Space,time and deity）』を著し、1933年には『Beauty and other formes of value』を著した。
アレクサンダーは生理心理学に基づいて科学の一種としての経験論的形而上学体系の構築を試みたり、あらゆる事物の母胎として空間と時間を融合し、そこから生命や物質、意識が段階的に出現すると考える創発的進化を考えだした。また、アレクサンダーは自然を止むことのない変化とみなした。
なお、アレキサンダーは未婚で、1938年9月13日にイギリスマンチェスターで亡くなった。